# European Rugby Challenge Cup 2017/18
Der European Rugby Challenge Cup 2017/18 war die vierte Ausgabe des European Rugby Challenge Cup, des zweitrangigen europäischen Pokalwettbewerbs im Rugby Union. Dieser Wettbewerb ist der Nachfolger des von 1996 bis 2014 existierenden European Challenge Cup. Es waren 20 Teams aus acht Ländern beteiligt. Der Wettbewerb begann am 11. Oktober 2017, das Finale fand am 11. Mai 2018 im San Mamés in Bilbao statt. Den Titel gewannen die Cardiff Blues aus Wales.

## Teilnehmer
Teilnahmeberechtigt waren folgende Teams:
- die vier Mannschaften der English Premiership zwischen dem 8. und 11. Platz
- der Meister der englischen RFU Championship
- die fünf Mannschaften der französischen Top 14 zwischen dem 8. und 12. Platz
- der Meister und der Erstplatzierte der regulären Saison der französischen Pro D2
- von der Pro12 die verbliebenen fünf Mannschaften aus Italien, Irland, Schottland und Wales, die sich nicht für den European Rugby Champions Cup qualifizieren konnten
- der Verlierer des Play-offs zwischen dem Siebtplatzierten der Premiership und dem Siebtplatzierten der Top 14 für den European Rugby Champions Cup
- die beiden Gewinner eines Qualifikationswettbewerbs

## Modus
Es gab fünf Gruppen mit je vier Teams. Jedes Team spielte je ein Heim- und ein Auswärtsspiel gegen die drei Gruppengegner. In der Gruppenphase erhielten die Teams:
- vier Punkte für einen Sieg
- zwei Punkte für ein Unentschieden
- einen Bonuspunkt bei vier oder mehr Versuchen
- einen Bonuspunkt bei einer Niederlage mit sieben oder weniger Punkten Differenz

Für das Viertelfinale qualifizierten sich die fünf Gruppensieger (nach Anzahl gewonnener Punkte auf den Plätzen 1–5 klassiert) und die drei besten Gruppenzweiten (auf den Plätzen 6–8 klassiert). Teams auf den Plätzen 1–4 hatten im Viertelfinale Heimrecht. Es spielten der Erste gegen den Achten, der Zweite gegen den Siebten, der Dritte gegen den Sechsten und der Vierte gegen den Fünften. Im Unterschied zum European Challenge Cup nahm keine Mannschaft aus dem European Rugby Champions Cup 2017/18 an der Endrunde teil.

## Qualifikation
Gruppe A
|    | Team                    | Spiele | Siege | Unent. | Ndlg. | Spiel- punkte | Diff. | Bonus- punkte | Tabellen- punkte |
| -- | ----------------------- | ------ | ----- | ------ | ----- | ------------- | ----- | ------------- | ---------------- |
| 1. | Krasny Jar Krasnojarsk  | 4      | 4     | 0      | 0     | 172:61        | + 111 | 4             | 20               |
| 2. | Petrarca Rugby          | 4      | 4     | 0      | 0     | 149:45        | + 104 | 3             | 19               |
| 3. | Rugby Calvisano         | 4      | 3     | 0      | 1     | 134:92        | + 42  | 3             | 15               |
| 4. | Dendermondse Rugby Club | 4      | 0     | 0      | 4     | 50:167        | − 117 | 0             | 0                |

Gruppe B
|    | Team                   | Spiele | Siege | Unent. | Ndlg. | Spiel- punkte | Diff. | Bonus- punkte | Tabellen- punkte |
| -- | ---------------------- | ------ | ----- | ------ | ----- | ------------- | ----- | ------------- | ---------------- |
| 1. | Mogliano Rugby         | 4      | 2     | 0      | 2     | 129:124       | + 5   | 4             | 12               |
| 2. | CR El Salvador         | 4      | 1     | 0      | 3     | 84:105        | − 21  | 2             | 6                |
| 3. | Rugby Rovigo           | 4      | 1     | 0      | 3     | 72:95         | − 23  | 2             | 6                |
| 4. | Heidelberger Ruderklub | 4      | 1     | 0      | 3     | 80:181        | − 99  | 1             | 5                |

| 15. Oktober 2016 15:00 MESZ | Rugby Calvisano | 60 : 19 | Heidelberger Ruderklub | Stadio San Michele, Calvisano |
| 15. Oktober 2016 15:00 MESZ |                 |         |                        | Stadio San Michele, Calvisano |

| 15. Oktober 2016 16:00 MESZ | Petrarca Rugby | 24 : 13 | Rugby Rovigo | Stadio Plebiscito, Padua |
| 15. Oktober 2016 16:00 MESZ |                |         |              | Stadio Plebiscito, Padua |

| 15. Oktober 2016 17:00 MESZ | CR El Salvador | 57 : 8 | Dendermondse Rugby Club | Estadio Pepe Rojo, Valladolid |
| 15. Oktober 2016 17:00 MESZ |                |        |                         | Estadio Pepe Rojo, Valladolid |

| 16. Oktober 2016 13:00 MSK | Krasny Jar Krasnojarsk | 48 : 24 | Mogliano Rugby | Monino-Stadion, Monino |
| 16. Oktober 2016 13:00 MSK |                        |         |                | Monino-Stadion, Monino |

| 22. Oktober 2016 13:00 MSK | Krasny Jar Krasnojarsk | 32 : 5 | CR El Salvador | Slawa-Stadion, Moskau |
| 22. Oktober 2016 13:00 MSK |                        |        |                | Slawa-Stadion, Moskau |

| 22. Oktober 2016 15:00 MESZ | Rugby Rovigo | 19 : 22 | Rugby Calvisano | Stadio Mario Battaglini, Rovigo |
| 22. Oktober 2016 15:00 MESZ |              |         |                 | Stadio Mario Battaglini, Rovigo |

| 22. Oktober 2016 16:00 MESZ | Petrarca Rugby | 31 : 22 | Mogliano Rugby | Centro Sportivo Memo Geremia, Padua |
| 22. Oktober 2016 16:00 MESZ |                |         |                | Centro Sportivo Memo Geremia, Padua |

| 10. Dezember 2016 13:00 MEZ | CR El Salvador | 3 : 39 | Petrarca Rugby | Estadio Pepe Rojo, Valladolid |
| 10. Dezember 2016 13:00 MEZ |                |        |                | Estadio Pepe Rojo, Valladolid |

| 10. Dezember 2016 14:30 MEZ | Heidelberger Ruderklub | 21 : 50 | Krasny Jar Krasnojarsk | Sportzentrum Süd, Heidelberg |
| 10. Dezember 2016 14:30 MEZ |                        |         |                        | Sportzentrum Süd, Heidelberg |

| 10. Dezember 2016 14:30 MEZ | Mogliano Rugby | 35 : 26 | Rugby Calvisano | Stadio Maurizio Quaggia, Mogliano |
| 10. Dezember 2016 14:30 MEZ |                |         |                 | Stadio Maurizio Quaggia, Mogliano |

| 10. Dezember 2016 15:30 MEZ | Dendermondse Rugby Club | 7 : 29 | Rugby Rovigo | Sportcomplex Sint-Gillis, Dendermonde |
| 10. Dezember 2016 15:30 MEZ |                         |        |              | Sportcomplex Sint-Gillis, Dendermonde |

| 17. Dezember 2016 14:30 MEZ | Rugby Rovigo | 11 : 42 | Krasny Jar Krasnojarsk | Stadio Mario Battaglini, Rovigo |
| 17. Dezember 2016 14:30 MEZ |              |         |                        | Stadio Mario Battaglini, Rovigo |

| 17. Dezember 2016 14:30 MEZ | Rugby Calvisano | 26 : 19 | CR El Salvador | Stadio San Michele, Calvisano |
| 17. Dezember 2016 14:30 MEZ |                 |         |                | Stadio San Michele, Calvisano |

| 17. Dezember 2016 14:30 MEZ | Heidelberger Ruderklub | 7 : 55 | Petrarca Rugby | Sportzentrum Süd, Heidelberg |
| 17. Dezember 2016 14:30 MEZ |                        |        |                | Sportzentrum Süd, Heidelberg |

| 17. Dezember 2016 18:00 MEZ | Mogliano Rugby | 48 : 19 | Dendermondse Rugby Club | Stadio Maurizio Quaggia, Mogliano |
| 17. Dezember 2016 18:00 MEZ |                |         |                         | Stadio Maurizio Quaggia, Mogliano |

| 14. Januar 2017 15:30 MEZ | Dendermondse Rugby Club | 16 : 33 | Heidelberger Ruderklub | Sportcomplex Sint-Gillis, Dendermonde |
| 14. Januar 2017 15:30 MEZ |                         |         |                        | Sportcomplex Sint-Gillis, Dendermonde |

Rugby Europe 1 Play-Off
| 1. April 2017 15:00 GET | Krasny Jar Krasnojarsk | 12 : 17 | Timișoara Saracens | Poladi-Stadion, Rustawi |
| 1. April 2017 15:00 GET |                        |         |                    | Poladi-Stadion, Rustawi |

| 22. April 2017 18:00 OESZ | Timișoara Saracens | 18 : 27 | Krasny Jar Krasnojarsk | Stadionul Dan Păltinișanu, Timișoara |
| 22. April 2017 18:00 OESZ |                    |         |                        | Stadionul Dan Păltinișanu, Timișoara |

Mit einem Gesamtergebnis von 39:35 qualifizierte sich Krasny Jar Krasnojarsk.
Rugby Europe 2 Play-Off
| 1. April 2017 14:30 MESZ | Mogliano Rugby | 0 : 46 | Jenissei-STM Krasnojarsk | Stadio Maurizio Quaggia, Mogliano |
| 1. April 2017 14:30 MESZ |                |        |                          | Stadio Maurizio Quaggia, Mogliano |

| 22. April 2017 14:00 MSK | Jenissei-STM Krasnojarsk | 51 : 7 | Mogliano Rugby | Slawa-Stadion, Moskau |
| 22. April 2017 14:00 MSK |                          |        |                | Slawa-Stadion, Moskau |

Mit einem Gesamtergebnis von 97:7 qualifizierte sich Jenissei-STM Krasnojarsk.
European Rugby Continental Shield Finale
| 13. Mai 2017 12:00 WESZ | Krasny Jar Krasnojarsk | 8 : 36 | Jenissei-STM Krasnojarsk | Murrayfield Stadium, Edinburgh |
| 13. Mai 2017 12:00 WESZ |                        |        |                          | Murrayfield Stadium, Edinburgh |

## Auslosung
Die Teilnehmer wurden am 8. Juni 2017 in Neuchâtel den Vorrundengruppen zugelost. Die Setzreihenfolge basierte auf der Leistung in den jeweiligen Meisterschaften.
| Topf 1 | Newcastle Falcons  | Cardiff Blues                | Stade Français  | Gloucester Rugby         | CA Brive               |
| Topf 2 | Connacht Rugby     | Sale Sharks                  | Edinburgh Rugby | Section Paloise          | Newport Gwent Dragons  |
| Topf 3 | Worcester Warriors | Lyon Olympique Universitaire | London Irish    | Union Bordeaux Bègles    | Zebre                  |
| Topf 4 | Stade Toulousain   | US Oyonnax                   | SU Agen         | Jenissei-STM Krasnojarsk | Krasny Jar Krasnojarsk |

## Gruppenphase

### Gruppe 1
|    | Team                     | Spiele | Siege | Unent. | Ndlg. | Spiel- punkte | Diff. | Bonus- punkte | Tabellen- punkte |
| -- | ------------------------ | ------ | ----- | ------ | ----- | ------------- | ----- | ------------- | ---------------- |
| 1. | Newcastle Falcons        | 6      | 6     | 0      | 0     | 229:122       | + 107 | 4             | 28               |
| 2. | Newport Gwent Dragons    | 6      | 3     | 0      | 3     | 156:133       | + 23  | 4             | 16               |
| 3. | Union Bordeaux Bègles    | 6      | 3     | 0      | 3     | 190:178       | + 12  | 4             | 16               |
| 4. | Jenissei-STM Krasnojarsk | 6      | 0     | 0      | 6     | 91:233        | − 142 | 1             | 1                |

| 13. Oktober 2017 15:00 KRAT | Jenissei-STM Krasnojarsk | 17 : 57 | Union Bordeaux Bègles | Krasny-Jar-Stadion, Krasnojarsk Zuschauer: 3.600 Schiedsrichter: Craig Maxwell-Keys (England) |
| 13. Oktober 2017 15:00 KRAT | (7:29) Bericht           |         |                       | Krasny-Jar-Stadion, Krasnojarsk Zuschauer: 3.600 Schiedsrichter: Craig Maxwell-Keys (England) |

| 14. Oktober 2017 17:30 WESZ | Newcastle Falcons | 32 : 27 | Newport Gwent Dragons | Kingston Park, Newcastle upon Tyne Zuschauer: 4.052 Schiedsrichter: Pierre Brousset (Frankreich) |
| 14. Oktober 2017 17:30 WESZ | (15:6) Bericht    |         |                       | Kingston Park, Newcastle upon Tyne Zuschauer: 4.052 Schiedsrichter: Pierre Brousset (Frankreich) |

| 21. Oktober 2017 15:00 MSK | Jenissei-STM Krasnojarsk | 21 : 28 | Newport Gwent Dragons | Slawa-Stadion, Moskau Zuschauer: 800 Schiedsrichter: Ian Tempest (England) |
| 21. Oktober 2017 15:00 MSK | (0:14) Bericht           |         |                       | Slawa-Stadion, Moskau Zuschauer: 800 Schiedsrichter: Ian Tempest (England) |

| 21. Oktober 2017 18:30 MESZ | Union Bordeaux Bègles | 20 : 21 | Newcastle Falcons | Stade Chaban-Delmas, Bordeaux Zuschauer: 17.211 Schiedsrichter: Frank Murphy (Irland) |
| 21. Oktober 2017 18:30 MESZ | (17:7) Bericht        |         |                   | Stade Chaban-Delmas, Bordeaux Zuschauer: 17.211 Schiedsrichter: Frank Murphy (Irland) |

| 8. Dezember 2017 19:30 WEZ | Newport Gwent Dragons | 15 : 0 | Jenissei-STM Krasnojarsk | Rodney Parade, Newport Zuschauer: 3.417 Schiedsrichter: Vlad Iordăchescu (Rumänien) |
| 8. Dezember 2017 19:30 WEZ | (5:0) Bericht         |        |                          | Rodney Parade, Newport Zuschauer: 3.417 Schiedsrichter: Vlad Iordăchescu (Rumänien) |

| 9. Dezember 2017 15:15 WEZ | Newcastle Falcons | 52 : 24 | Union Bordeaux Bègles | Kingston Park, Newcastle upon Tyne Zuschauer: 3.857 Schiedsrichter: Ian Davies (Wales) |
| 9. Dezember 2017 15:15 WEZ | (38:17) Bericht   |         |                       | Kingston Park, Newcastle upon Tyne Zuschauer: 3.857 Schiedsrichter: Ian Davies (Wales) |

| 15. Dezember 2017 19:30 WEZ | Newport Gwent Dragons | 25 : 27 | Newcastle Falcons | Rodney Parade, Newport Zuschauer: 3.949 Schiedsrichter: Mike Adamson (Schottland) |
| 15. Dezember 2017 19:30 WEZ | (17:24) Bericht       |         |                   | Rodney Parade, Newport Zuschauer: 3.949 Schiedsrichter: Mike Adamson (Schottland) |

| 15. Dezember 2017 20:30 MEZ | Union Bordeaux Bègles | 36 : 27 | Jenissei-STM Krasnojarsk | Stade Chaban-Delmas, Bordeaux Zuschauer: 16.646 Schiedsrichter: Joy Neville (Irland) |
| 15. Dezember 2017 20:30 MEZ | (21:13) Bericht       |         |                          | Stade Chaban-Delmas, Bordeaux Zuschauer: 16.646 Schiedsrichter: Joy Neville (Irland) |

| 13. Januar 2018 21:00 MEZ | Union Bordeaux Bègles | 36 : 28 | Newport Gwent Dragons | Stade Chaban-Delmas, Bordeaux Zuschauer: 14.232 Schiedsrichter: Craig Maxwell-Keys (England) |
| 13. Januar 2018 21:00 MEZ | (8:16) Bericht        |         |                       | Stade Chaban-Delmas, Bordeaux Zuschauer: 14.232 Schiedsrichter: Craig Maxwell-Keys (England) |

| 14. Januar 2018 15:00 WEZ | Newcastle Falcons | 64 : 7 | Jenissei-STM Krasnojarsk | Kingston Park, Newcastle upon Tyne Zuschauer: 3.653 Schiedsrichter: Pierre Brousset (Frankreich) |
| 14. Januar 2018 15:00 WEZ | (24:0) Bericht    |        |                          | Kingston Park, Newcastle upon Tyne Zuschauer: 3.653 Schiedsrichter: Pierre Brousset (Frankreich) |

| 20. Januar 2018 14:00 GET | Jenissei-STM Krasnojarsk | 19 : 33 | Newcastle Falcons | Awtschala-Stadion, Tiflis Zuschauer: 500 Schiedsrichter: David Wilkinson (Irland) |
| 20. Januar 2018 14:00 GET | (7:26) Bericht           |         |                   | Awtschala-Stadion, Tiflis Zuschauer: 500 Schiedsrichter: David Wilkinson (Irland) |

| 20. Januar 2018 15:00 WEZ | Newport Gwent Dragons | 33 : 17 | Union Bordeaux Bègles | Rodney Parade, Newport Zuschauer: 4.017 Schiedsrichter: Andrew Brace (Irland) |
| 20. Januar 2018 15:00 WEZ | (5:3) Bericht         |         |                       | Rodney Parade, Newport Zuschauer: 4.017 Schiedsrichter: Andrew Brace (Irland) |

### Gruppe 2
|    | Team                         | Spiele | Siege | Unent. | Ndlg. | Spiel- punkte | Diff. | Bonus- punkte | Tabellen- punkte |
| -- | ---------------------------- | ------ | ----- | ------ | ----- | ------------- | ----- | ------------- | ---------------- |
| 1. | Cardiff Blues                | 6      | 5     | 0      | 1     | 99:95         | + 4   | 1             | 21               |
| 2. | Stade Toulousain             | 6      | 2     | 1      | 3     | 117:120       | − 3   | 4             | 14               |
| 3. | Sale Sharks                  | 6      | 2     | 1      | 3     | 110:102       | + 8   | 2             | 12               |
| 4. | Lyon Olympique Universitaire | 6      | 2     | 0      | 4     | 121:130       | − 9   | 3             | 11               |

| 13. Oktober 2017 19:00 WESZ | Cardiff Blues  | 29 : 19 | Lyon Olympique Universitaire | Cardiff Arms Park, Cardiff Zuschauer: 5.691 Schiedsrichter: Frank Murphy (Irland) |
| 13. Oktober 2017 19:00 WESZ | (14:0) Bericht |         |                              | Cardiff Arms Park, Cardiff Zuschauer: 5.691 Schiedsrichter: Frank Murphy (Irland) |

| 13. Oktober 2017 20:00 WESZ | Sale Sharks     | 20 : 20 | Stade Toulousain | AJ Bell Stadium, Salford Zuschauer: 5.474 Schiedsrichter: David Wilkinson (Irland) |
| 13. Oktober 2017 20:00 WESZ | (10:14) Bericht |         |                  | AJ Bell Stadium, Salford Zuschauer: 5.474 Schiedsrichter: David Wilkinson (Irland) |

| 20. Oktober 2017 19:00 MESZ | Lyon Olympique Universitaire | 27 : 24 | Sale Sharks | Matmut Stadium, Vénissieux Zuschauer: 12.863 Schiedsrichter: Mike Adamson (Schottland) |
| 20. Oktober 2017 19:00 MESZ | (10:14) Bericht              |         |             | Matmut Stadium, Vénissieux Zuschauer: 12.863 Schiedsrichter: Mike Adamson (Schottland) |

| 20. Oktober 2017 21:00 MESZ | Stade Toulousain | 15 : 17 | Cardiff Blues | Stade Ernest-Wallon, Toulouse Zuschauer: 12.245 Schiedsrichter: Tom Foley (England) |
| 20. Oktober 2017 21:00 MESZ | (15:10) Bericht  |         |               | Stade Ernest-Wallon, Toulouse Zuschauer: 12.245 Schiedsrichter: Tom Foley (England) |

| 7. Dezember 2017 20:45 MEZ | Stade Toulousain | 30 : 23 | Lyon Olympique Universitaire | Stade Ernest-Wallon, Toulouse Zuschauer: 9.104 Schiedsrichter: JP Doyle (England) |
| 7. Dezember 2017 20:45 MEZ | (20:6) Bericht   |         |                              | Stade Ernest-Wallon, Toulouse Zuschauer: 9.104 Schiedsrichter: JP Doyle (England) |

| 9. Dezember 2017 15:00 WEZ | Sale Sharks   | 24 : 0 | Cardiff Blues | AJ Bell Stadium, Sale Zuschauer: 5.494 Schiedsrichter: Pierre Brousset (Frankreich) |
| 9. Dezember 2017 15:00 WEZ | (9:0) Bericht |        |               | AJ Bell Stadium, Sale Zuschauer: 5.494 Schiedsrichter: Pierre Brousset (Frankreich) |

| 16. Dezember 2017 21:00 MEZ | Lyon Olympique Universitaire | 21 : 11 | Stade Toulousain | Matmut Stadium, Vénissieux Zuschauer: 12.404 Schiedsrichter: Luke Pearce (England) |
| 16. Dezember 2017 21:00 MEZ | (15:8) Bericht               |         |                  | Matmut Stadium, Vénissieux Zuschauer: 12.404 Schiedsrichter: Luke Pearce (England) |

| 17. Dezember 2017 15:15 WEZ | Cardiff Blues | 14 : 6 | Sale Sharks | Cardiff Arms Park, Cardiff Zuschauer: 4.974 Schiedsrichter: Thomas Charabas (Frankreich) |
| 17. Dezember 2017 15:15 WEZ | (3:3) Bericht |        |             | Cardiff Arms Park, Cardiff Zuschauer: 4.974 Schiedsrichter: Thomas Charabas (Frankreich) |

| 13. Januar 2018 15:00 WEZ | Sale Sharks   | 15 : 13 | Lyon Olympique Universitaire | AJ Bell Stadium, Sale Zuschauer: 3.259 Schiedsrichter: Ben Whitehouse (Wales) |
| 13. Januar 2018 15:00 WEZ | (5:3) Bericht |         |                              | AJ Bell Stadium, Sale Zuschauer: 3.259 Schiedsrichter: Ben Whitehouse (Wales) |

| 14. Januar 2018 17:30 WEZ | Cardiff Blues   | 18 : 13 | Stade Toulousain | Cardiff Arms Park, Cardiff Zuschauer: 7.152 Schiedsrichter: Ian Tempest (England) |
| 14. Januar 2018 17:30 WEZ | (10:10) Bericht |         |                  | Cardiff Arms Park, Cardiff Zuschauer: 7.152 Schiedsrichter: Ian Tempest (England) |

| 20. Januar 2018 18:00 MEZ | Lyon Olympique Universitaire | 18 : 21 | Cardiff Blues | Matmut Stadium, Vénissieux Zuschauer: 9.218 Schiedsrichter: Matthew Carley (England) |
| 20. Januar 2018 18:00 MEZ | (12:7) Bericht               |         |               | Matmut Stadium, Vénissieux Zuschauer: 9.218 Schiedsrichter: Matthew Carley (England) |

| 20. Januar 2018 18:00 MEZ | Stade Toulousain | 28 : 21 | Sale Sharks | Stade Ernest-Wallon, Toulouse Zuschauer: 9.462 Schiedsrichter: Sean Gallagher (Irland) |
| 20. Januar 2018 18:00 MEZ | (14:7) Bericht   |         |             | Stade Ernest-Wallon, Toulouse Zuschauer: 9.462 Schiedsrichter: Sean Gallagher (Irland) |

### Gruppe 3
|    | Team             | Spiele | Siege | Unent. | Ndlg. | Spiel- punkte | Diff. | Bonus- punkte | Tabellen- punkte |
| -- | ---------------- | ------ | ----- | ------ | ----- | ------------- | ----- | ------------- | ---------------- |
| 1. | Section Paloise  | 6      | 6     | 0      | 0     | 207:125       | + 82  | 5             | 29               |
| 2. | Gloucester Rugby | 6      | 4     | 0      | 2     | 253:129       | + 114 | 5             | 21               |
| 3. | Zebre            | 6      | 1     | 0      | 5     | 133:257       | − 124 | 4             | 8                |
| 4. | SU Agen          | 6      | 1     | 0      | 5     | 148:220       | − 72  | 2             | 6                |

| 12. Oktober 2017 20:45 MESZ | Section Paloise | 27 : 21 | Gloucester Rugby | Stade du Hameau, Pau Zuschauer: 8.600 Schiedsrichter: George Clancy (Irland) |
| 12. Oktober 2017 20:45 MESZ | (14:0) Bericht  |         |                  | Stade du Hameau, Pau Zuschauer: 8.600 Schiedsrichter: George Clancy (Irland) |

| 13. Oktober 2017 20:00 MESZ | SU Agen        | 45 : 10 | Zebre | Stade Armandie, Agen Zuschauer: 2.487 Schiedsrichter: Ian Tempest (England) |
| 13. Oktober 2017 20:00 MESZ | (18:3) Bericht |         |       | Stade Armandie, Agen Zuschauer: 2.487 Schiedsrichter: Ian Tempest (England) |

| 19. Oktober 2017 19:45 WESZ | Gloucester Rugby | 61 : 16 | SU Agen | Kingsholm Stadium, Gloucester Zuschauer: 9.489 Schiedsrichter: Daniel Jones (Wales) |
| 19. Oktober 2017 19:45 WESZ | (28:9) Bericht   |         |         | Kingsholm Stadium, Gloucester Zuschauer: 9.489 Schiedsrichter: Daniel Jones (Wales) |

| 21. Oktober 2017 15:00 MESZ | Zebre          | 33 : 38 | Section Paloise | Stadio Sergio Lanfranchi, Parma Zuschauer: 1.700 Schiedsrichter: Craig Maxwell-Keys (England) |
| 21. Oktober 2017 15:00 MESZ | (30:7) Bericht |         |                 | Stadio Sergio Lanfranchi, Parma Zuschauer: 1.700 Schiedsrichter: Craig Maxwell-Keys (England) |

| 8. Dezember 2017 20:00 MEZ | SU Agen         | 21 : 40 | Section Paloise | Stade Armandie, Agen Zuschauer: 4.547 Schiedsrichter: Tom Foley (England) |
| 8. Dezember 2017 20:00 MEZ | (14:21) Bericht |         |                 | Stade Armandie, Agen Zuschauer: 4.547 Schiedsrichter: Tom Foley (England) |

| 9. Dezember 2017 14:30 MEZ | Zebre           | 26 : 33 | Gloucester Rugby | Stadio Sergio Lanfranchi, Parma Zuschauer: 2.500 Schiedsrichter: Mike Adamson (Schottland) |
| 9. Dezember 2017 14:30 MEZ | (19:14) Bericht |         |                  | Stadio Sergio Lanfranchi, Parma Zuschauer: 2.500 Schiedsrichter: Mike Adamson (Schottland) |

| 14. Dezember 2017 20:45 MEZ | Section Paloise | 26 : 12 | SU Agen | Stade du Hameau, Pau Zuschauer: 8.129 Schiedsrichter: Sean Gallagher (Irland) |
| 14. Dezember 2017 20:45 MEZ | (14:0) Bericht  |         |         | Stade du Hameau, Pau Zuschauer: 8.129 Schiedsrichter: Sean Gallagher (Irland) |

| 16. Dezember 2017 15:00 WEZ | Gloucester Rugby | 69 : 12 | Zebre | Kingsholm Stadium, Gloucester Zuschauer: 8.927 Schiedsrichter: Pierre Brousset (Frankreich) |
| 16. Dezember 2017 15:00 WEZ | (45:0) Bericht   |         |       | Kingsholm Stadium, Gloucester Zuschauer: 8.927 Schiedsrichter: Pierre Brousset (Frankreich) |

| 12. Januar 2018 19:30 MEZ | SU Agen        | 24 : 45 | Gloucester Rugby | Stade Armandie, Agen Zuschauer: 2.870 Schiedsrichter: Frank Murphy (Irland) |
| 12. Januar 2018 19:30 MEZ | (5:28) Bericht |         |                  | Stade Armandie, Agen Zuschauer: 2.870 Schiedsrichter: Frank Murphy (Irland) |

| 13. Januar 2018 18:00 MEZ | Section Paloise | 42 : 14 | Zebre | Stade du Hameau, Pau Zuschauer: 7.700 Schiedsrichter: Joy Neville (Irland) |
| 13. Januar 2018 18:00 MEZ | (28:7) Bericht  |         |       | Stade du Hameau, Pau Zuschauer: 7.700 Schiedsrichter: Joy Neville (Irland) |

| 19. Januar 2018 19:45 WEZ | Gloucester Rugby | 24 : 34 | Section Paloise | Kingsholm Stadium, Gloucester Zuschauer: 12.489 Schiedsrichter: John Lacey (Irland) |
| 19. Januar 2018 19:45 WEZ | (7:13) Bericht   |         |                 | Kingsholm Stadium, Gloucester Zuschauer: 12.489 Schiedsrichter: John Lacey (Irland) |

| 20. Januar 2018 15:00 MEZ | Zebre           | 38 : 30 | SU Agen | Stadio Sergio Lanfranchi, Parma Zuschauer: 2.000 Schiedsrichter: Vlad Iordăchescu (Rumänien) |
| 20. Januar 2018 15:00 MEZ | (19:20) Bericht |         |         | Stadio Sergio Lanfranchi, Parma Zuschauer: 2.000 Schiedsrichter: Vlad Iordăchescu (Rumänien) |

### Gruppe 4
|    | Team                   | Spiele | Siege | Unent. | Ndlg. | Spiel- punkte | Diff. | Bonus- punkte | Tabellen- punkte |
| -- | ---------------------- | ------ | ----- | ------ | ----- | ------------- | ----- | ------------- | ---------------- |
| 1. | Edinburgh Rugby        | 6      | 5     | 0      | 1     | 282:98        | + 184 | 5             | 25               |
| 2. | Stade Français         | 6      | 3     | 0      | 3     | 151:166       | − 15  | 5             | 17               |
| 3. | London Irish           | 6      | 3     | 0      | 3     | 169:154       | + 15  | 4             | 16               |
| 4. | Krasny Jar Krasnojarsk | 6      | 1     | 0      | 5     | 106:290       | − 184 | 2             | 6                |

| 14. Oktober 2017 15:00 KRAT | Krasny Jar Krasnojarsk | 34 : 29 | Stade Français | Krasny-Jar-Stadion, Krasnojarsk Zuschauer: 3.600 Schiedsrichter: Ian Davies (Wales) |
| 14. Oktober 2017 15:00 KRAT | (24:17) Bericht        |         |                | Krasny-Jar-Stadion, Krasnojarsk Zuschauer: 3.600 Schiedsrichter: Ian Davies (Wales) |

| 14. Oktober 2017 15:00 WESZ | London Irish    | 14 : 37 | Edinburgh Rugby | Madejski Stadium, Reading Zuschauer: 4.099 Schiedsrichter: Daniel Jones (Wales) |
| 14. Oktober 2017 15:00 WESZ | (11:20) Bericht |         |                 | Madejski Stadium, Reading Zuschauer: 4.099 Schiedsrichter: Daniel Jones (Wales) |

| 21. Oktober 2017 12:00 MSK | Krasny Jar Krasnojarsk | 14 : 73 | Edinburgh Rugby | Fili-Stadion, Moskau Zuschauer: 1.000 Schiedsrichter: Thomas Charabas (Frankreich) |
| 21. Oktober 2017 12:00 MSK | (0:31) Bericht         |         |                 | Fili-Stadion, Moskau Zuschauer: 1.000 Schiedsrichter: Thomas Charabas (Frankreich) |

| 21. Oktober 2017 20:45 MESZ | Stade Français | 7 : 44 | London Irish | Stade Jean-Bouin, Paris Zuschauer: 5.666 Schiedsrichter: Vlad Iordăchescu (Rumänien) |
| 21. Oktober 2017 20:45 MESZ | (7:24) Bericht |        |              | Stade Jean-Bouin, Paris Zuschauer: 5.666 Schiedsrichter: Vlad Iordăchescu (Rumänien) |

| 8. Dezember 2017 20:00 MEZ | Stade Français  | 39 : 24 | Krasny Jar Krasnojarsk | Stade Jean-Bouin, Paris Zuschauer: 8.562 Schiedsrichter: Daniel Jones (Wales) |
| 8. Dezember 2017 20:00 MEZ | (17:12) Bericht |         |                        | Stade Jean-Bouin, Paris Zuschauer: 8.562 Schiedsrichter: Daniel Jones (Wales) |

| 9. Dezember 2017 19:35 WEZ | Edinburgh Rugby | 50 : 20 | London Irish | Myreside Stadium, Edinburgh Zuschauer: 3.560 Schiedsrichter: Sean Gallagher (Irland) |
| 9. Dezember 2017 19:35 WEZ | (26:10) Bericht |         |              | Myreside Stadium, Edinburgh Zuschauer: 3.560 Schiedsrichter: Sean Gallagher (Irland) |

| 15. Dezember 2017 19:35 WEZ | Edinburgh Rugby | 78 : 0 | Krasny Jar Krasnojarsk | Myreside Stadium, Edinburgh Zuschauer: 2.773 Schiedsrichter: David Wilkinson (Irland) |
| 15. Dezember 2017 19:35 WEZ | (47:0) Bericht  |        |                        | Myreside Stadium, Edinburgh Zuschauer: 2.773 Schiedsrichter: David Wilkinson (Irland) |

| 16. Dezember 2017 15:15 WEZ | London Irish   | 20 : 26 | Stade Français | Madejski Stadium, Reading Zuschauer: 5.800 Schiedsrichter: Ben Whitehouse (Wales) |
| 16. Dezember 2017 15:15 WEZ | (10:5) Bericht |         |                | Madejski Stadium, Reading Zuschauer: 5.800 Schiedsrichter: Ben Whitehouse (Wales) |

| 12. Januar 2018 19:35 WEZ | Edinburgh Rugby | 34 : 33 | Stade Français | Myreside Stadium, Edinburgh Zuschauer: 4.468 Schiedsrichter: Tom Foley (England) |
| 12. Januar 2018 19:35 WEZ | (12:6) Bericht  |         |                | Myreside Stadium, Edinburgh Zuschauer: 4.468 Schiedsrichter: Tom Foley (England) |

| 13. Januar 2018 15:00 WEZ | London Irish   | 47 : 17 | Krasny Jar Krasnojarsk | Madejski Stadium, Reading Zuschauer: 4.746 Schiedsrichter: Mike Adamson (Schottland) |
| 13. Januar 2018 15:00 WEZ | (7:10) Bericht |         |                        | Madejski Stadium, Reading Zuschauer: 4.746 Schiedsrichter: Mike Adamson (Schottland) |

| 20. Januar 2018 17:00 GET | Krasny Jar Krasnojarsk | 17 : 24 | London Irish | Awtschala-Stadion, Tiflis Zuschauer: 500 Schiedsrichter: Pierre Brousset (Frankreich) |
| 20. Januar 2018 17:00 GET | (10:7) Bericht         |         |              | Awtschala-Stadion, Tiflis Zuschauer: 500 Schiedsrichter: Pierre Brousset (Frankreich) |

| 20. Januar 2018 21:00 MEZ | Stade Français | 17 : 10 | Edinburgh Rugby | Stade Jean-Bouin, Paris Zuschauer: 8.454 Schiedsrichter: Marius Mitrea (Italien) |
| 20. Januar 2018 21:00 MEZ | (12:0) Bericht |         |                 | Stade Jean-Bouin, Paris Zuschauer: 8.454 Schiedsrichter: Marius Mitrea (Italien) |

### Gruppe 5
|    | Team               | Spiele | Siege | Unent. | Ndlg. | Spiel- punkte | Diff. | Bonus- punkte | Tabellen- punkte |
| -- | ------------------ | ------ | ----- | ------ | ----- | ------------- | ----- | ------------- | ---------------- |
| 1. | Connacht Rugby     | 6      | 5     | 1      | 0     | 225:102       | + 123 | 4             | 26               |
| 2. | CA Brive           | 6      | 3     | 0      | 3     | 161:162       | − 1   | 5             | 17               |
| 3. | Worcester Warriors | 6      | 2     | 1      | 3     | 124:133       | − 9   | 5             | 15               |
| 4. | US Oyonnax         | 6      | 1     | 0      | 5     | 102:215       | − 113 | 0             | 4                |

| 14. Oktober 2017 15:00 WESZ | Worcester Warriors | 30 : 20 | CA Brive | Sixways Stadium, Worcester Zuschauer: 6.728 Schiedsrichter: Sean Gallagher (Irland) |
| 14. Oktober 2017 15:00 WESZ | (17:10) Bericht    |         |          | Sixways Stadium, Worcester Zuschauer: 6.728 Schiedsrichter: Sean Gallagher (Irland) |

| 14. Oktober 2017 20:00 MESZ | US Oyonnax      | 15 : 43 | Connacht Rugby | Stade de Genève, Lancy Zuschauer: 3.500 Schiedsrichter: Tom Foley (England) |
| 14. Oktober 2017 20:00 MESZ | (15:22) Bericht |         |                | Stade de Genève, Lancy Zuschauer: 3.500 Schiedsrichter: Tom Foley (England) |

| 20. Oktober 2017 19:00 MESZ | CA Brive       | 38 : 13 | US Oyonnax | Stade Amédée-Domenech, Brive-la-Gaillarde Zuschauer: 4.500 Schiedsrichter: David Wilkinson (Irland) |
| 20. Oktober 2017 19:00 MESZ | (31:3) Bericht |         |            | Stade Amédée-Domenech, Brive-la-Gaillarde Zuschauer: 4.500 Schiedsrichter: David Wilkinson (Irland) |

| 21. Oktober 2017 15:00 WESZ | Connacht Rugby | 15 : 8 | Worcester Warriors | Galway Sportsgrounds, Galway Zuschauer: 3.879 Schiedsrichter: Ian Davies (Wales) |
| 21. Oktober 2017 15:00 WESZ | (8:0) Bericht  |        |                    | Galway Sportsgrounds, Galway Zuschauer: 3.879 Schiedsrichter: Ian Davies (Wales) |

| 9. Dezember 2017 15:00 WEZ | Worcester Warriors | 35 : 14 | US Oyonnax | Sixways Stadium, Worcester Zuschauer: 6.520 Schiedsrichter: Frank Murphy (Irland) |
| 9. Dezember 2017 15:00 WEZ | (13:11) Bericht    |         |            | Sixways Stadium, Worcester Zuschauer: 6.520 Schiedsrichter: Frank Murphy (Irland) |

| 9. Dezember 2017 21:00 MEZ | CA Brive        | 31 : 38 | Connacht Rugby | Stade Amédée-Domenech, Brive-la-Gaillarde Zuschauer: 3.000 Schiedsrichter: Craig Maxwell-Keys (England) |
| 9. Dezember 2017 21:00 MEZ | (19:17) Bericht |         |                | Stade Amédée-Domenech, Brive-la-Gaillarde Zuschauer: 3.000 Schiedsrichter: Craig Maxwell-Keys (England) |

| 15. Dezember 2017 20:00 MEZ | US Oyonnax     | 27 : 20 | Worcester Warriors | Stade Charles-Mathon, Oyonnax Zuschauer: 3.500 Schiedsrichter: Vlad Iordăchescu (Rumänien) |
| 15. Dezember 2017 20:00 MEZ | (20:3) Bericht |         |                    | Stade Charles-Mathon, Oyonnax Zuschauer: 3.500 Schiedsrichter: Vlad Iordăchescu (Rumänien) |

| 16. Dezember 2017 15:00 WEZ | Connacht Rugby  | 55 : 10 | CA Brive | Galway Sportsgrounds, Galway Zuschauer: 5.572 Schiedsrichter: Ian Tempest (England) |
| 16. Dezember 2017 15:00 WEZ | (17:10) Bericht |         |          | Galway Sportsgrounds, Galway Zuschauer: 5.572 Schiedsrichter: Ian Tempest (England) |

| 13. Januar 2018 15:00 WEZ | Worcester Warriors | 24 : 24 | Connacht Rugby | Sixways Stadium, Worcester Zuschauer: 6.670 Schiedsrichter: Alexandre Ruiz (Frankreich) |
| 13. Januar 2018 15:00 WEZ | (24:14) Bericht    |         |                | Sixways Stadium, Worcester Zuschauer: 6.670 Schiedsrichter: Alexandre Ruiz (Frankreich) |

| 13. Januar 2018 19:30 MEZ | US Oyonnax      | 19 : 29 | CA Brive | Stade Charles-Mathon, Oyonnax Zuschauer: 3.500 Schiedsrichter: Ian Davies (Wales) |
| 13. Januar 2018 19:30 MEZ | (12:15) Bericht |         |          | Stade Charles-Mathon, Oyonnax Zuschauer: 3.500 Schiedsrichter: Ian Davies (Wales) |

| 20. Januar 2018 14:30 WEZ | Connacht Rugby  | 50 : 14 | US Oyonnax | Galway Sportsgrounds, Galway Zuschauer: 5.017 Schiedsrichter: Craig Maxwell-Keys (England) |
| 20. Januar 2018 14:30 WEZ | (36:14) Bericht |         |            | Galway Sportsgrounds, Galway Zuschauer: 5.017 Schiedsrichter: Craig Maxwell-Keys (England) |

| 20. Januar 2018 15:30 MEZ | CA Brive       | 33 : 7 | Worcester Warriors | Stade Amédée-Domenech, Brive-la-Gaillarde Zuschauer: 800 Schiedsrichter: Daniel Jones (Wales) |
| 20. Januar 2018 15:30 MEZ | (14:0) Bericht |        |                    | Stade Amédée-Domenech, Brive-la-Gaillarde Zuschauer: 800 Schiedsrichter: Daniel Jones (Wales) |

## K.-o.-Runde

### Setzliste
Nach der Gruppenphase trafen die fünf Gruppensieger sowie die drei besten Gruppenzweiten aufeinander.
1. Section Paloise
2. Newcastle Falcons
3. Connacht Rugby
4. Edinburgh Rugby
5. Cardiff Blues
6. Gloucester Rugby
7. CA Brive
8. Stade Français

### Viertelfinale
| 30. März 2018 20:00 WESZ | Newcastle Falcons | 25 : 10         | CA Brive                                                                      | Kingston Park, Newcastle upon Tyne Zuschauer: 4.053 Schiedsrichter: John Lacey (Irland) |
| 30. März 2018 20:00 WESZ | Versuche: S. Wilson 17. erh. Kibirige 23. n.erh. Tait 58. n.erh., 67. n.erh. Erhöhungen: Flood (1/4) Straftritte: Hodgson (1/1) 80. | (12:10) Bericht | Versuche: Herjean 27. erh. Erhöhungen: Bézy (1/1) Straftritte: Bézy (1/1) 22. | Kingston Park, Newcastle upon Tyne Zuschauer: 4.053 Schiedsrichter: John Lacey (Irland) |

| 30. März 2018 21:00 MESZ | Section Paloise | 35 : 32         | Stade Français | Stade du Hameau, Pau Zuschauer: 10.064 Schiedsrichter: JP Doyle (England) |
| 30. März 2018 21:00 MESZ | Versuche: Vatubua 4. erh. Stanley 22. erh. Daubagna 37. erh. Lespiaucq 52. n.erh. Erhöhungen: Taylor (3/4) Straftritte: Taylor (3/4) 16., 31., 74. | (27:14) Bericht | Versuche: Daguin 6. erh. Francoz 40. erh. Camara 43. erh. O’Connor 78. n.erh. Erhöhungen: Plisson (3/4) Straftritte: Plisson (2/2) 42., 59. | Stade du Hameau, Pau Zuschauer: 10.064 Schiedsrichter: JP Doyle (England) |

| 31. März 2018 13:00 WESZ | Connacht Rugby | 28 : 33         | Gloucester Rugby | Galway Sportsgrounds, Galway Zuschauer: 8.129 Schiedsrichter: Romain Poite (Frankreich) |
| 31. März 2018 13:00 WESZ | Versuche: Marmion 7. n.erh. Aki 19. n.erh. Adeolokun 45. n.erh. Healy 70. erh. Erhöhungen: Ronaldson (1/1) Straftritte: J. Carty (1/1) 49. Ronaldson (1/1) 67. | (10:17) Bericht | Versuche: Hanson 3. n.erh. Marshall 26. n.erh. Trinder 37. n.erh. Afoa 55. erh. Erhöhungen: Williams (2/4) Straftritte: Williams (2/2) 42., 63. Twelvetrees (1/1) 77. | Galway Sportsgrounds, Galway Zuschauer: 8.129 Schiedsrichter: Romain Poite (Frankreich) |

| 31. März 2018 17:45 MESZ | Edinburgh Rugby                          | 6 : 20         | Cardiff Blues                                                                                           | Murrayfield Stadium, Edinburgh Zuschauer: 7.065 Schiedsrichter: Mathieu Raynal (Frankreich) |
| 31. März 2018 17:45 MESZ | Straftritte: Van der Walt (2/2) 18., 48. | (3:14) Bericht | Versuche: E. Jenkins 21. erh. Scully 29. erh. Erhöhungen: Evans (2/2) Straftritte: Evans (2/4) 50., 65. | Murrayfield Stadium, Edinburgh Zuschauer: 7.065 Schiedsrichter: Mathieu Raynal (Frankreich) |

### Halbfinale
| 20. April 2018 19:45 WESZ | Gloucester Rugby | 33 : 12        | Newcastle Falcons                                              | Kingsholm Stadium, Gloucester Zuschauer: 10.857 Schiedsrichter: Pascal Gaüzère (Frankreich) |
| 20. April 2018 19:45 WESZ | Versuche: Matu’u 40. erh. Burns 46. n.erh. Vellacott 74. erh. Erhöhungen: Twelvetrees (2/3) Straftritte: Twelvetrees (2/2) 58., 68. | (15:5) Bericht | Versuche: Lawson 8. n.erh., 53. erh. Erhöhungen: Hodgson (1/2) | Kingsholm Stadium, Gloucester Zuschauer: 10.857 Schiedsrichter: Pascal Gaüzère (Frankreich) |

| 21. April 2018 13:00 WESZ | Cardiff Blues                                                                             | 16 : 10         | Section Paloise                                                                 | Cardiff Arms Park, Cardiff Zuschauer: 11.723 Schiedsrichter: John Lacey (Irland) |
| 21. April 2018 13:00 WESZ | Versuche: Anscombe 5. erh. Erhöhungen: Evans (1/1) Straftritte: Evans (3/3) 23., 38., 73. | (13:10) Bericht | Versuche: Smith 19. erh. Erhöhungen: Taylor (1/1) Straftritte: Taylor (1/2) 34. | Cardiff Arms Park, Cardiff Zuschauer: 11.723 Schiedsrichter: John Lacey (Irland) |

### Finale
| 11. Mai 2018 21:00 MESZ | Cardiff Blues | 31 : 30        | Gloucester Rugby | San Mamés, Bilbao Zuschauer: 32.543 Schiedsrichter: Jérôme Garcès (Frankreich) |
| 11. Mai 2018 21:00 MESZ | Versuche: Williams 41. erh. Smith 54. erh. Scully 75. n.erh. Erhöhungen: Evans (2/2) Straftritte: Evans (3/3) 4., 15., 50. Anscombe (1/1) 78. | (6:20) Bericht | Versuche: Trinder 8. erh. Atkinson 37. erh. Hanson 58. erh. Erhöhungen: Twelvetrees (3/3) Straftritte: Twelvetrees (3/3) 26., 40., 62. | San Mamés, Bilbao Zuschauer: 32.543 Schiedsrichter: Jérôme Garcès (Frankreich) |

## Statistik

### Meiste erzielte Versuche
Quelle: epcrugby.com
|    | Name           | Versuche | Verein            |
| -- | -------------- | -------- | ----------------- |
| 1. | Adam Radwan    | 10       | Newcastle Falcons |
| 2. | Matt Healy     | 9        | Connacht Rugby    |
| 3. | Ollie Thorley  | 6        | Gloucester Rugby  |
| 4. | Niyi Adeolokun | 5        | Connacht Rugby    |
| 4. | Junior Rasolea | 5        | Edinburgh Rugby   |

### Meiste erzielte Punkte
|    | Name              | Punkte | Verein            |
| -- | ----------------- | ------ | ----------------- |
| 1. | Jarrod Evans      | 56     | Cardiff Blues     |
| 1. | Jack Carty        | 56     | Connacht Rugby    |
| 3. | Owen Williams     | 55     | Gloucester Rugby  |
| 4. | Billy Twelvetrees | 52     | Gloucester Rugby  |
| 5. | Adam Radwan       | 50     | Newcastle Falcons |